# Voikoski
Voikoski est un rapide du fleuve Kymijoki situé à Mäntyharju et Kouvola en Finlande,.

## Description
Le Voikoski est un rapide qui s'écoule du lac Juolasvesi au lac Vuohijärvi  et dont la rive occidentale est à Mäntyharju et la rive orientale à Kouvola.
Le Voikoski fait partie du voie navigable de Mäntyharju.
Le dénivelé du Voikoski est de 2,9 mètres.

## Site industriel
Le paysage de Voikoski est dominé par un ancien site industriel. 
Dans les années 1910, les bâtiments construits en bordure des rapides, comme la centrale électrique sont toujours en activité. 
Le site industriel comprend un grand nombre d'autres bâtiments d'entrepôt et de production, des bâtiments résidentiels ouvriers, ainsi que des dispositifs de flottage du bois à côté et dans les rapides, ainsi qu'un pont routier construit en 1931 au-dessus des rapides.
Woikoski Oy, la plus ancienne entreprise industrielle de Mäntyharju est située au bord du rapide.